# Rocha Vaz
Rocha Vaz (Gaitolino da Rocha Vaz) é um personagem de história em quadrinhos da Disney. Participa do universo do Zé Carioca desde seu início nos quadrinhos.

## História
Rocha Vaz é o milionário sogro do Zé Carioca, que desaprova inteiramente o namoro dele com sua filha e herdeira, Rosinha. Arma sempre para prejudicá-lo, na tentativa de separá-lo de sua filha.
Vive em uma mansão localizada em um bairro nobre vizinho à Vila Xurupita (embora seu endereço seja designado como Vila Xurupita em muitas histórias). Seu fiel mordomo, que também já criou aversão ao Zé, chama-se Alberto. Seu cachorro, treinado para atacar seu genro, chama-se Átila. Os dois são figuras secundárias frequentes nas histórias do Zé Carioca, o último sendo motivo de pesadelos para o papagaio. Seu genro, não por menos, tem o sogro como alvo frequente para descolar dinheiro através de seus golpes.
Foi revelado em uma revista especial que era o chefe da ANACOZECA, um grupo de cobradores do Zé Carioca.  E em uma história, também foi revelado ter um irmão gêmeo que morava em São Paulo, Granolino da Rocha Vaz.